# Implant dentar

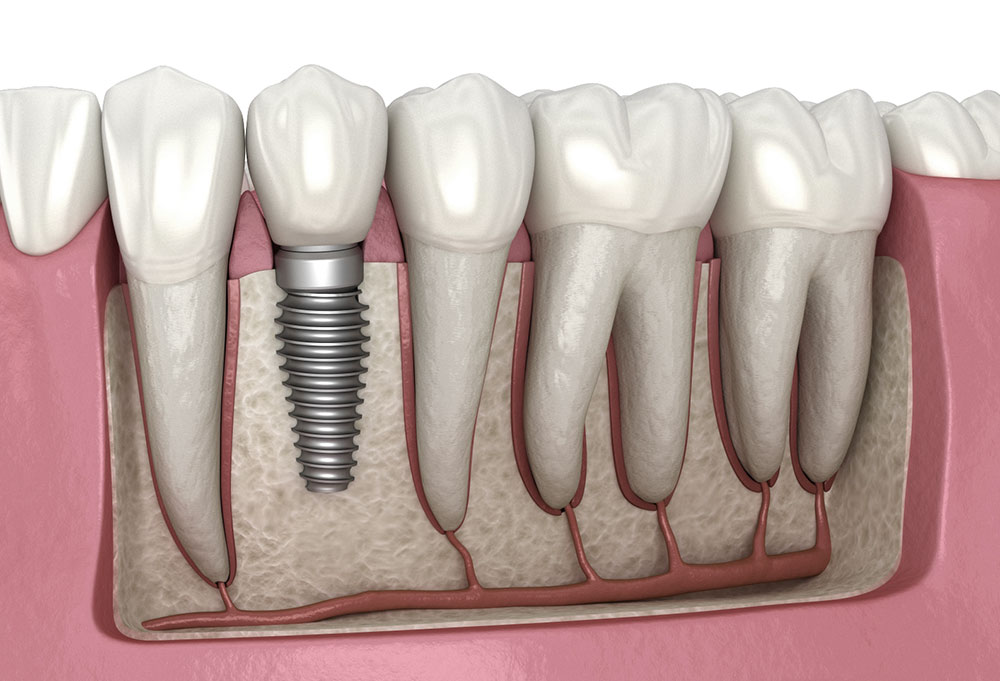
Implant dentar, ilustrație 3D

Implantul dentar, cunoscut și sub denumirea de implant dentar endoosos, este o componentă chirurgicală care interferează cu oasele maxilare, rolul de bază al acestora fiind unul de suport pentru viitoarele coroane, punți și proteze dentare. Procesul prin care implanturile moderne se fixează în os poartă denumirea de osteointegrare și constă în formarea de țesut osos în jurul implantului crescând astfel stabilitatea și integrarea acestuia în organism. Este necesar un timp variabil pentru vindecare și finalizarea osteointegrării înainte ca viitoarele proteze să poată fi atașate de implanturi.
Rata de succes depinde de starea generală de sănătate a pacientului și de medicația pe care o urmează.
De asemenea, trebuie evaluate forțele masticatorii. În cazul în care valoarea acestor forțe este prea mare sau nu se distribuie uniform, poate fi afectată integritatea implantului. Planificarea poziției și a numărului de implanturi este esențială pentru succesul tratamentului pe termen lung deoarece forțele biomecanice create în timpul masticației pot fi semnificativ crescute.
Poziția implanturilor este determinată de poziția și unghiul dinților adiacenți. În urma extracțiilor și odată cu trecerea anilor, osul se resoarbe fiind astfel nevoie de anumite intervenții chirurgicale înainte de a se insera implanturile.
Acestea sunt adiția de os și sinus lift-ul, iar prin intermediul lor se pot recrea artificial osul și spațiul de care au nevoie implanturile să se integreze corespunzător sau se poate
După inserarea implanturilor și așteptarea osteointegrării, se poate începe tratamentul protetic care poate fi realizat prin două tipuri de proteze: o proteză fixă sau o proteză mobilă, detașabilă. Pentru ambele tipuri de restaurări protetice este nevoie de un bont fixat de implant. La protezele fixe coroana se cimentează peste bont sau este înșurubată. În cazul protezelor detașabile, se va crea un sistem diferit prin care aceasta poate fi îndepărtată.
Riscurile și complicațiile legate de terapia prin implanturi se împart în mai multe categorii. Una dintre ele se referă la cele care apar în timpul intervenției chirurgicale (sângerări excesive sau leziuni nervose).
Următoarea categorie de complicații apare în primele 6 luni de la inserarea implanturilor (infecția și realizarea necorespunzătoare a osteointegrării), iar cele care apar pe termen lung se referă la peri-implantită și problemele datorate masticației.
Studiile arată că un implant realizat în prezența țesuturilor sănătoase și bine integrat poate avea o rată de supraviețuire în primii 5 ani de 98% și o durată de viață pentru restaurările protetice de aproximativ 10-15ani.
Utilizarea principală a implanturilor dentare este de a fi sprijin pentru protezele dentare. Implanturile sunt utilizate și indicate atât pentru cazurile în care lipsește un singur dinte cât și pentru cele în care lipsesc toți dinții, iar pacientul este edentat total.
Totodată, implanturile pot fi asociate și cu alte manopere în-afară de cele care servesc la protezarea edentațiilor. Astfel, ele pot fi utilizate în ortodonție pentru a asigura ancorarea dinților și pot fi folosite și în intervenții chirurgicale extrem de complexe în care se urmărește corectarea deformărilor faciale. În acest caz, implanturile servesc la ancorarea unei proteze faciale care va înlocui o parte a feței.

## Restaurarea cu ajutorul implantului în cazul edentației unui singur dinte
În cazul în care pacientul prezintă un singur dinte lipsă, iar spațiul este între doi dinți indemni, se poate opta fie la inserarea unui implant și ulterior a unei coroane pe implant, restaurarea fiind independentă neafectând dinții vecini, fie la realizarea unei punți dentare prin care dinții vecini spațiului edentat vor servi ca sprijin pentru o coroană falsă. De menționat ca un dezavantaj important în acest caz este faptul că dinții stâlpi vor trebui șlefuiți și de la caz la caz devitalizați pentru a face posibil tratamentul. De asemenea, osul de la nivelul dintelui extras se va resorbi cu timpul. Din aceste considerente, odată cu evoluția tehnologică și promovarea procedurilor minim invazive la nivelul dinților, specialiștii recomandă implanturile.

## Restaurarea cu ajutorul implanturilor a unor edentații extinse
În cazul în care pe arcadă există mai mulți dinți lipsă, unul din tratamentele recomandate este realizarea unei punți pe implanturi. De exemplu, dacă lipsesc 3 dinți vecini, se poate opta pentru inserarea a două implanturi și realizarea unei coroane false între ele. Astfel, 2 implanturi pot susține 3 dinți. Aceste punți sunt similare cu cele convenționale cu excepția faptului că dinții stâlpi nu vor mai fi dinții naturali, ci vor fi reprezentați de implanturi dentare.

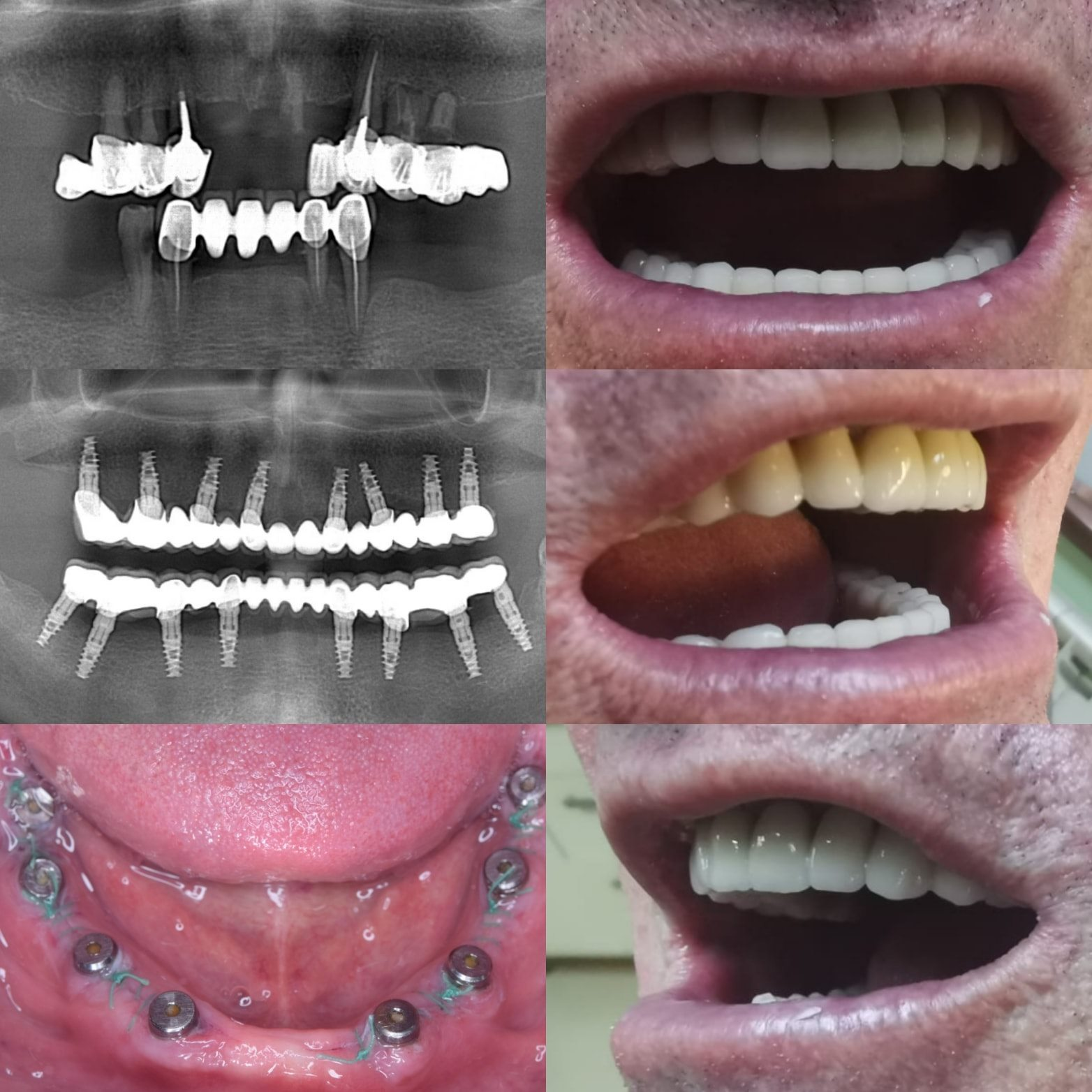
restaurarea cu ajutorul implanturilor dentare in cazul edentatului total

În cazul în care pacientul este edentat total, se poate opta pentru inserarea unui număr variabil de implanturi în funcție de caz și de posibilități urmată de realizarea unei proteze fixe sau detașabile pe aceste implanturi. Acest tratament este mult superior față de protezele totale clasice, sprijinul, stabilitatea și menținerea fiind mult superioare. De asemenea, acest tip de proteză crește foarte mult calitatea vieții pacientului.

## Utilizarea mini-implanturilor în tratamentele ortodontice
Implanturile dentare sunt utilizate la pacienții cu nevoi ortodontice ca dispozitiv pentru ancorarea temporară facilitându-se astfel mișcarea ortodontică a dinților prin furnizarea unui punct de ancorare suplimentar. Pentru ca dinții să se poată mișca, trebuie aplicată o forță în direcția mișcării dorite. Astfel, sunt stimulate celule din ligamentul parodontal rezultând remodelarea osoasă, îndepărtând osul în direcția de deplasare a dintelui. Pentru a genera o forță la nivelul unui dinte, este nevoie de un punct de ancorare. De obicei, implanturile concepute pentru a facilita tratamentul ortodontic sunt de mici dimensiuni și nu se integrează complet astfel că, la sfârșitul tratamentului, pot fi îndepărtate cu ușurință.

## Mini-implanturi
Un alt tip de mini-implanturi sunt cele care oferă pacienților edentați total sau parțial edentați proteze tranzitorii cu încărcare imediată, în timpul în care se lucrează la restaurările definitive. S-au realizat multe studii clinice cu privire la utilizarea acestor mini-implanturi ca restaurări definitive, însă rata de succes a tratamentelor este de scurtă durată.

## Implanturi pentru atrofia osoasă severă
În cazul pacienților cu atrofie osoasă severă se pot utiliza niște implanturi speciale, precum implanturile zigomatice și implanturile subperiostale.

## Implantul dentar subperiostal

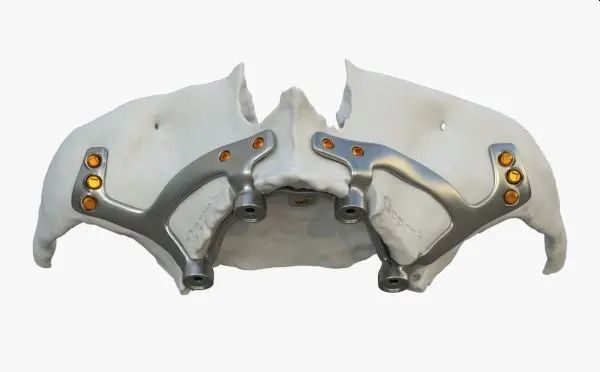
Implant dentar subperiostal la maxilar

Implanturile subperiostale nu reprezintă un simplu șurub de titan, precum implanturile convenționale endoosoase, ci utilizează un schelet din titan 100% biocompatibil, realizat cu ajutorul laserului, care acoperă complet osul maxilar sau mandibular și oferă suport stabil și precis pentru lucrareă fixă. Acesta se adreseaza persoanelor care suferă de atrofie osoasă severă și în cazul cărora nu se pot utiliza implanturile endoosoase.
Pe baza scanărilor digitale și a Computerului Tomograf se realizează un schelet personalizat din titan 100% biocompatibil, care va înlocui osul necesar inserării implanturilor. Se realizează un model 3D al osului pacientului, care este apoi trimis la un centru specializat în crearea acestui sistem customizat. Pe baza acestui model se realizează scheletul din titan 100% biocompatibil, sistem unic, pesonalizat, care se mulează perfect pe osul pacientului.
Scheletul din titan este fixat direct sub tesutul gingival, cu ajutorul unor microșuruburi speciale, care datorită analizei Computerului Tomograf vor fi poziționate în zonele ideale pentru fiecare pacient în parte. Microșuruburile sunt ancorate în os cu ajutorul unui ghid chirurgical printat 3D, realizat de asemenea personalizat pe cazul pacientului. Astfel se vor evita formațiuni anatomice, cât și defectele osoase ce ar trebui rezolvate. Nu este necesar timp de așteptare pentru vindecare, pentru ca acestea sunt concepute să asigure o stabilitate și o fixare perfectă.

## Implanturile zigomatice

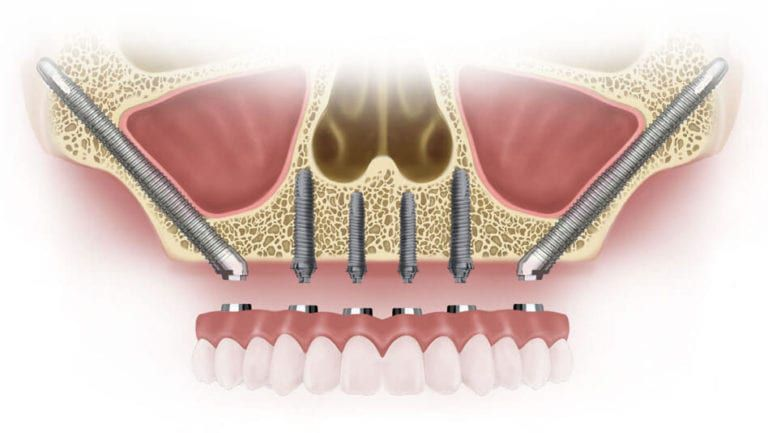
Implanturi dentare zigomatice

Sunt implanturi dentare lungi ce se inserează la maxilar, străbat sinusurile, iar vârful lor se ancorează direct în osul pometelui (osul zigomatic).
Acestea au o înălțime între 35-55 mm și sunt de 3-4 ori mai lungi decât implanturile tradiționale. Lungimea acestora depinde de distanța dintre osul zigomatic și creasta alveolară.
Operația de inserare a acestui tip de implanturi dentare este una foarte complexă.
Exista doua tipuri de cazuri pentru implanturile zigomatice:

### 2 implanturi zigomatice + implanturi normale

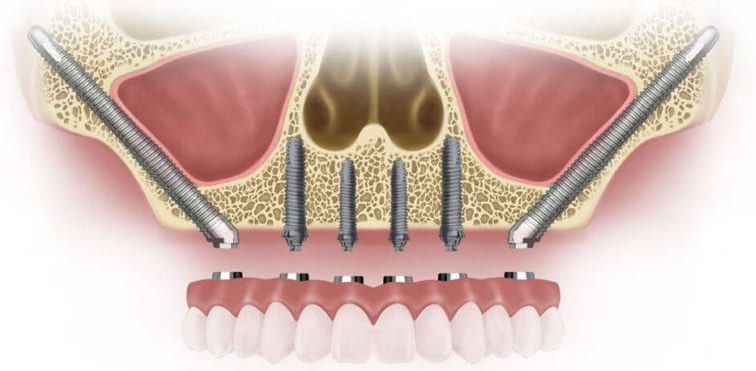
2 implanturi zigomatice + implanturi clasice

Atunci când pacientul prezintă atrofie verticală severa de os în zona posterioară a maxilarului și atrofie verticală moderată în partea anterioară a maxilarului se pot insera implanturi clasice în maxilarul anterior și câte un implant zigomatic pe fiecare parte în maxilarul posterior. În acest fel, lucrarea protetică va fi extinsă pâna în zona molarilor, având un sprijin uniform pe ambele părți.

### 4 implanturi zigomatice – Quad Zygoma

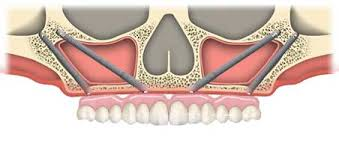
4 implanturi zigomatice – Quad Zygoma

Atunci când pacientul prezintă atrofie verticală severă de os atât în zona posterioară a maxilarului cât și în regiunea anterioară a maxilarului se inserează 4 implanturi zigomatice, două în maxilarul anterior și două în maxilarul posterior.

## Compoziția implanturilor
Materialul de elecție din care sunt confecționate implanturile este titanul, disponibil în 4 clase, în funcție de cantitatea de carbon, azot, oxigen și fier.

## Planificarea
Planificarea pentru inserarea implanturilor se concentrează atât pe starea generală de sănătate a pacientului, cât și pe starea țesuturilor din jurul locului unde urmează a fi inserat implantul.
Există puține condiții de sănătate care împiedică în mod absolut plasarea implanturilor, deși există și anumite condiții relative care cresc riscul de eșec. Igiena orală deficitară, fumătorii și diabeticii prezintă un risc mai mare de a dezvolta peri-implantită, crescând astfel riscurile de eșec pe termen lung.
De asemenea, utilizarea pe termen lung a steroizilor și bolile precum osteoporoza sau alte boli care afectează oasele, pot crește semnificativ riscul de eșec.
Unele studii s-au concentrat pe posibilul efect negativ pe care radioterapia îl poate avea asupra implanturilor, însă s-a concluzionat faptul că în condiții de igienă orală riguroasă și controale regulate, rata de succes a implanturilor în cazul radioterapiei este bună.

## Considerente biomecanice
Succesul pe termen lung al implanturilor este determinat de forțele masticatorii pe care acestea trebuie să le susțină. Neavând ligament parodontal, pacienții nu resimt nicio senzație de presiune în timpul masticației rezultând astfel forțe mai mari.
Pentru a compensa acest incovenient, amplasarea implanturilor trebuie să distribuie toate forțele uniform asupra protezelor pe care acestea le susțin. Forțele prea mari pot duce la fracturarea protezelor, a unor componente ale implanturilor sau resorbția osului adiacent implantului.
Localizarea finală a implanturilor se bazează atât pe factori biologici (tipul osos și structurile de vecinătate), cât și pe factori mecanici.
Implanturile plasate într-un os mai dens, precum cel de la nivelul mandibulei, au o rată de eșec mult mai mic comparativ cu cele plasate la nivelul maxilarului. Persoanele cu bruxism exercită asupra dinților o presiune constantă și puternică ceea ce crește posibilitatea de eșec.

## Efectele medicației cu bifosfonați
Bifosfonații fac parte dintr-o clasă de medicamente folosite în tratamentul preventiv și curativ al afecțiunilor osoase. Este nevoie de o atenție specială la pacienții care utilizează acest tip de medicamente întrucât inserarea implanturilor la astfel de pacienți crește riscul de osteonecroză. Rata de succes crește cu cât doza de bifosfonați este mai mică.

## Etapele inserării implantului
Pe scurt, majoritatea sistemelor de implantare au 5 pași de bază pentru plasarea fiecărui implant:
1. Crearea lamboului care se realizează printr-o incizie la nivelul gingiei pentru a crea un abord direct asupra osului.
2. Găurirea la viteză mare: După expunerea osului, se realizează gaura primară, care trebuie să fie realizată extrem de precis și la viteză foarte mare sub răcire pentru a preveni arderea sau necroza sub presiune a osului
3. Găurirea la viteză mică: Gaura primară este extinsă folosind freze progresiv mai late
4. Amplasarea implantului: Șurubul implantului este înfiletat în locul pregătit anterior.
5. Sutura: Gingia va fi suturată astfel încât să acopere în întregime implantul, așteptându-se ulterior osteointegrarea implantului. Următoarea ședință constă în descoperirea implantului și aplicarea bontului de vindecare

Implanturile, în funcție de momentul extracției dinților, pot fi plasate:
1. Imediat după extracție (2săptămâni-3luni de la extracție)

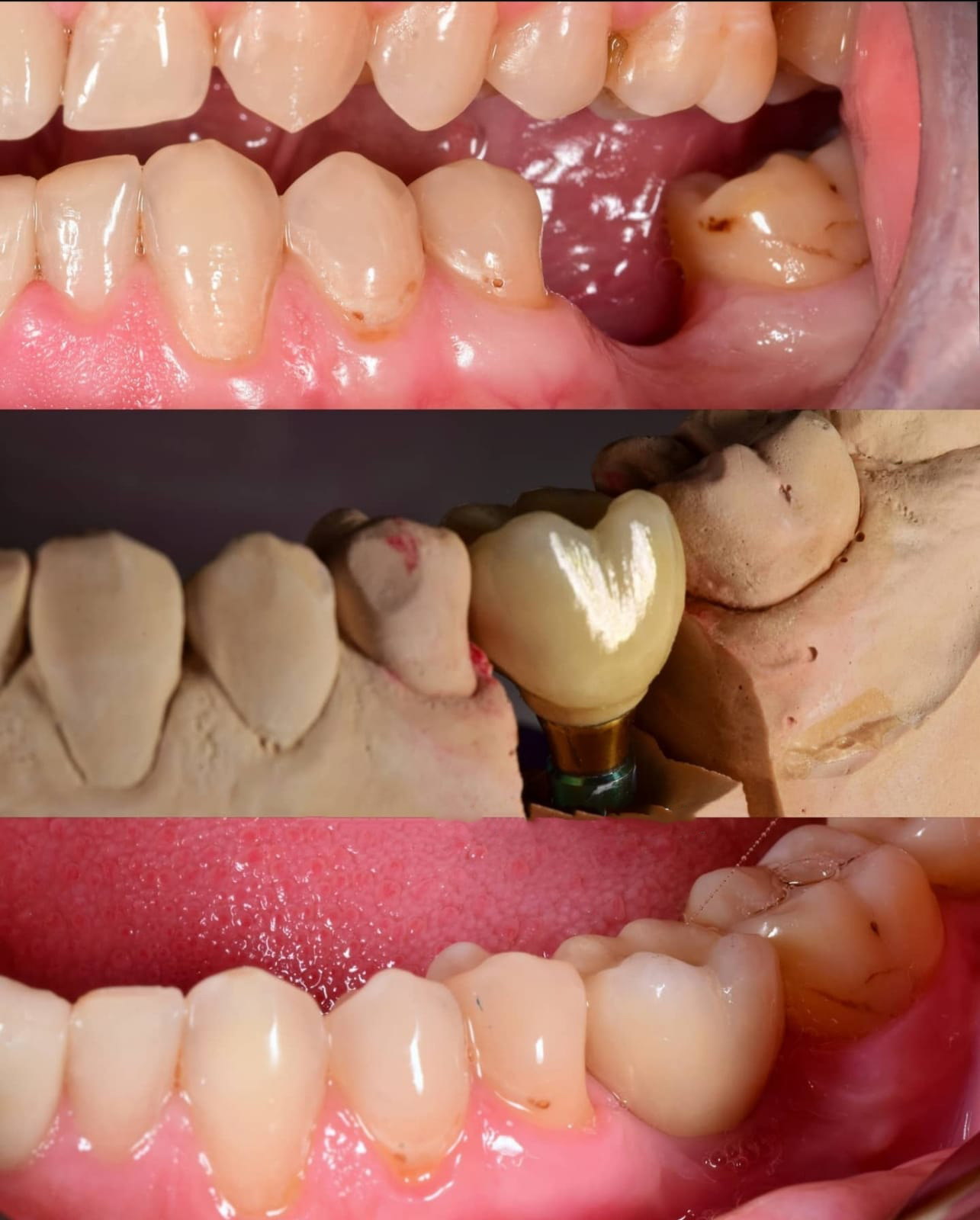
Implant dentar molar

2. Implant dentar molarTardiv (3luni sau mai multe după extracție)

O strategie din ce în ce mai frecventă pentru conservarea oaselor și reducerea timpilor de tratament include plasarea unui implant într-un loc în care s-a realizat recent o extracție. Pe de-o parte, se scurtează timpul de tratament și poate îmbunătăți considerentul esteticii, iar pe de altă parte implanturile pot avea o rată de eșec inițial mai mare.
După plasarea unui implant, componentele interne sunt acoperite fie cu un bont de vindecare, fie cu un șurub de acoperire.
În cazul în care se optează din prima la bontul de vindecare, mucoasa gingivală din jur este adaptată în jurul bontului. Șurubul de acoperire se află la nivelul implantului fiind proiectat pentru a fi acoperit complet de mucoasă. După o perioadă de osteointegrare va fi nevoie de a o doua intervenție chirurgicală pentru a reflecta mucoasa și a plasa bontul de vindecare.
În primii ani de utilizarea a implanturilor, sistemele erau construite pentru a se folosi tehnica în două etape, considerându-se că se cresc șansele de integrare a implantului.
Pentru ca un implant să se integreze trebuie să fie înconjurat de o cantitate sănătoasă de os. Pentru a supraviețui pe termen lung, trebuie să aibă un înveliș gros de țesut moale sănătos în jurul său. Uneori însă, osul sau țesutul moale pot fi deficitare, astfel că practicianul trebuie să le restabilizeze înainte sau în timpul tratamentului implantar.

## Avantajele implanturilor dentare
Implanturile prezintă mai multe avantaje printre care:
- îmbunătățesc aspectul estetic al zâmbetului și feței;
- oferă senzație de dinți naturali;
- ajută la evitarea șlefuirii dinților sănătoși (spre deosebire de restaurările cu punți dentare tradiționale);
- ajută la recăpătarea funcției masticației, prevenind apariția problemelor gastrice;
- ajută la dispariția defectelor de fonație;
- opresc atrofierea osului;
- previn retracția gingiei;
- cresc calitatea vieții sociale și încrederea în propria persoana, prin confortul psihologic oferit;
- implanturile dentare sunt foarte rezistente in timp (dacă se respectă indicațiile medicului, igiena și controalele periodice     la cabinet);
- ofera confort fizic, prevenind apariția leziunilor sau mișcările dinților cauzate de protezele mobile.

## Contraindicații
Există mai multe situații în care inserarea unui implant dentar poate fi contraindicată, temporar sau definitiv. Printre acestea se numără:
- boli sistemice severe (ex. boli cardiovasculare decompensate, afecțiuni hepatice avansate);
- diabet zaharat necontrolat;
- afecțiuni oncologice active sau tratamente cu citostatice;
- tratamente cu bifosfonați intravenoși;
- tulburări de coagulare sau afecțiuni hematologice;
- infecții active la nivelul cavității bucale;
- densitate osoasă insuficientă în zona de inserție a implantului;
- fumat cronic (cu risc crescut de eșec al osteointegrării);
- bruxism sever (scrâșnirea dinților);
- igienă orală deficitară și lipsa complianței pacientului la controale periodice.

În cazurile în care contraindicațiile sunt relative, decizia se ia în urma unei evaluări individualizate realizate de medicul implantolog.

## Procedurile care vizează osul se numesc: sinus lift și adiția de os.
Adiția de os este necesară în momentul în care osul este resorbit astfel că implantul nu poate fi inserat. De asemenea, ajută la stabilizarea implantului prin creșterea integrității implantului. Deși există noi tipuri de implanturi precum cele scurte și tehnici care să înlocuiască adiția osoasă, un obiectiv general este ca implantul să aibă minim 10mm lungime și 6mm lățime pentru a rezista în timp. Pentru a obține o lățime și o înălțime adecvată a osului, au fost dezvoltate diverse tehnici de adiție osoasă. Cea mai frecvent utilizată tehnică este augumentarea osoasă ghidată și vizează defectele care trebuie umplute fie cu os natural, recoltat sau autogrefat, ori prin alogrefă (os sintetic), acoperit de o membrană semipermeabilă. În timpul fazei de vindecare, osul natural înlocuiește grefa formând o nouă bază osoasă pentru implant.
Există 3 proceduri utilizate în practică pentru a facilita integritatea implanturilor în cazul unui os resorbit:
1. Ridicarea sinusului
2. Mărirea alveolară laterală- creșterea lățimii
3. Mărirea alveolară verticală- creșterea înălțimii

Totodată, există și alte proceduri mai invazive pentru defectele osoase mai mari precum mobilizarea nervului alveolar inferior pentru a permite plasarea unui dispozitiv de fixare, folosindu-se creastă iliacă sau o altă sursă mare de grefă osoasă și osoasă microvasculară. Decizia finală despre ce tehnică de adiție osoasă este cea mia bună se bazează pe o evaluare a gradului de pierdere osoasă verticală și orizontală, fiecare fiind clasificată în ușoară (2-3mm), moderată(4-6mm) și severă (mai mult de 6mm).

## Gingia
În momentul în care un dinte este înlocuit cu un implant este necesar ca gingia din jurul implantului să fie sănătoasă și atașată bine de os. Acest lucru va ajuta implantul să se integreze bine și să reziste pe termen lung.
Acest lucru este foarte important întrucât aportul de sânge este mai mic în gingia care înconjoară un implant, acesta fiind astfel mai susceptibil la leziuni. În cazul în care gingia nu este atașată corespunzător, se poate realiza chirurgical o grefă de țesut moale.
Cea mai frecventă complicație a țesuturilor moi în urma inserării implantului este dată micșorarea papilei interdentare (țesutul aflat între 2 dinți vecini). Astfel, va exista un mic gol inestetic între implant și dinții adiacenți.

## Faza protetică
Faza protetică începe odată ce implantul este bine intregat în os. Chiar și în cazul încărcării la mai puțin de 3 luni, mulți practicieni vor opta inițial pentru punerea unor dinți temporari până la confirmarea osteointegrării. Etapa protetică de refacere a implantului necesită o experiență tehnică egală cu cea chirurgicală din cauza considerațiilor biomecanice, mai ales atunci când urmează a fi refăcuți mai mulți dinți.

## Timpul de vindecare
Se poate opta pentru încărcarea protetică imediată (odată cu inserarea implanturilor), rapidă (1-12 săptămâni de la inserarea implanturilor) și tardivă (mai mult de 3 luni). Pentru ca un implant să fie stabil, trebuie să crească os în jurul lui. Pe baza acestui proces biologic, s-a crezut că încărcarea protetică a unui implant în timpul perioadei de osteointegrare ar duce la mișcări care ar preveni osteointegrarea și astfel va crește rata de eșec. Cu toate acestea, cercetările ulterioare sugerează că stabilitatea inițială a implantului în os este cel mai important factor al osteointegrării, mai important și decât o perioadă variabilă în timp de vindecare. Ca rezultat, timpul permis pentru vindecare se bazează în mod obișnuit pe densitatea osului în care este plasat implantul mai mult decât timpul de vindecare. 
Timpul de vindecare poate fi scurtat atunci când se utilizează tehnologia PRGF care presupune introducerea în zona intervenției chirurgicale a plasmei bogate în factori de creștere, extrasă chiar din sângele pacientului.
După plasare, implanturile trebuie igienizate la fel ca un dinte natural pentru a fi eliminată orice urmă de placă bacteriană.
Deoarece gingia este mai puțin vascularizată, trebuie avut în vedere grija utilizării aței dentare.
Implanturile vor pierde os la o rată similară cu dinții naturali. De exemplu, în cazul unei boli parodontale, implanturile vor pierde os asemănător dinților naturali.
Coroanele dentare care acoperă bonturile, în mod normal ar trebui să reziste în jur de 10 ani, de la caz la caz, în funcție de forțele masticatorii aplicate asupra lor și de tipul de material din care au fost confecționate.
Se poate utiliza un irigator bucal pentru curățarea din jurul implanturilor. Însă, la fel ca în cazul dinților naturali, cel mai important este periajul care trebuie realizat de 2 ori pe zi.

## Peri-implantita
Peri-implantita este o afecțiune care poate apărea la implanturi datorită bacteriilor sau plăcii. Această afecțiune se dezvoltă inițial ca o reacție reversibilă denumită mucozită peri-implanră, dar, în cazul în care nu se intervine, poate evolua spre o formă ireversibilă de peri-implantită, ceea ce duce la eșecul implantului.
Tratamentul peri-implantitei constă în debridarea mecanică, irigarea antimicrobiană și utilizarea antibioticelor.
De asemenea, se poate interveni chirurgical petru îndepărtarea bacteriilor, evaluarea, netezirea implantului sau decontaminarea suprafeței acestuia. Din păcate, nu există suficiente dovezi pentru a ști cu exactitate care din metodele enumerate mai sus este cea mai eficientă.

## Riscuri și complicații
Complicațiile implanturilor dentare sunt cauzate de nerespectarea regulilor de igienă sau a indicațiilor de alimentație, post intervenție. Locul implantării are nevoie de o igienizare optimă, iar lucrarea provizorie trebuie protejată de alimentele tari. Dacă nu sunt respectate indicațiile medicului pentru primele 4-6 luni, pot apărea infecții sau rupturi ale lucrării provizorii. În ambele situații, vei reveni în clinică pentru tratament.

## În timpul intervenției chirurgicale
Plasarea implanturilor este o intervenție chirurgicală și prezintă riscurile normale oricărei operații, precum infecția, sângerarea excesivă și necroza lamboului de țesut din jurul implantului. Structurile anatomice din apropiere, precum nervul alveolar inferior, sinusul maxilar și vasele de sânge, pot fi de asemenea compromise. În cazul în care mucoasa sinusului maxilar este perforată de implant, sinuzita pe termen lung este rară. Un alt risc este acela dat de incapacitatea de a plasa implantul în os sănătos, fiind compromisă stabilitatea primară a acestuia rezultând astfel un eșec de osteointegrare.

## În primele 6 luni de la intervenție
Stabilitatea primară a implantului se referă la stabilitatea unui implant dentar imediat după implantarea acestuia. În cazul în care această stabilitate este suficientă, se poate opta pentru încărcarea imediată cu componenta protetică, deși în cazul în care aceasta este făcută prea timpuriu, există posibilitatea unei rate de eșec mai mari.
Odată cu trecerea timpului, se formează țesut osos în jurul implantului, iar stabilitatea va deveni una secundară, aceasta fiind diferită de cea inițială deoarece rezultă din procesul continuu de regenerare osoasă.
În momentul în care acest proces de vindecare este complet, stabilitatea mecanică devine biologică. Stabilitatea primară este esențială pentru succesul intervenției chirurgicale, iar dacă aceasta este insuficientă, există posibilitatea unei mobilități crescute a implantului.

## Riscuri postoperatorii imediate
1. Infecția. Antibioticele reduc riscul infecției cu 33%.
2. Sângerarea excesivă  Eșecul integrării

Un implant este verificat între 8 și 24 de săptămâni pentru a determina dacă este integrat. Există variații semnificative în criteriile utilizate pentru a determina succesul implantului, criteriile cele mai frecvent citate la nivelul implantului fiind absența durerii, mobilității, infecției, sângerărilor gingivale, sau pierderii osoase peri-implantare mai mari de 1,5 mm.
Succesul implantului dentar este legat de abilitatea operatorului, calitatea și cantitatea de os disponibil și igiena orală a pacientului, dar cel mai important factor este stabilitatea primară a implantului.
Eșecul integrării este rar, mai ales dacă instrucțiunile medicului dentist sau ale chirurgului sunt urmate îndeaproape de pacient. Implanturile cu încărcare imediată pot avea o rată mai mare de eșec, datorită încărcării imediate după traume sau extracție.
Eșecul de osteointegrare apare mai frecvent atunci când un pacient suferă de boli generale sau are un comportament reticent când vine vorba despre igiena orală.
Pe termen lung
Complicațiile pe termen lung care rezultă din refacerea dinților cu implanturi se referă la factorii de risc ai pacientului. Există riscuri asociate cu aspectul, inclusiv o linie ridicată a zâmbetului, o calitate gingivală slabă și lipsa papilelor, dificultăți în potrivirea formei dinților naturali care pot avea puncte de contact inegale sau forme neobișnuite, os lipsă, așteptări nerealiste ale pacientului sau o igienă orală deficitară.
Riscurile pot fi legate de factori biomecanici, în care poziția implanturilor nu susține dinții în același mod în care au făcut-o dinții naturali. În mod similar, măcinarea dinților, lipsa osului sau implanturile cu diametru redus cresc ratele de eșec. În cele din urmă, există riscuri datorate erorilor de fabricație, prin care implanturile în sine pot eșua din cauza fracturii sau a pierderii retenției la coroanele pe care ar trebui să le susțină.
Eșecurile pe termen lung se datorează pierderii de os din jurul implantului, cauzele principale fiind peri-implantita și defecțiunea mecanică a implantului. Deoarece nu există smalț dentar pe un implant, acesta nu eșuează din cauza cariilor cum se întâmplă în cazul dinților naturali.
În timp ce studiile la scară largă și pe termen lung sunt rare, mai multe studii estimează supraviețuirea pe termen lung (cinci până la zece ani) a implanturilor.
Inițial, toate coroanele au fost atașate la dinți cu ajutorul șuruburilor, însă progresele recente au permis plasarea coroanelor pe bonturi cu ciment dentar, această intervenție fiind asemănătoare cu plasarea unei coroane pe un dinte natural. S-a creat probabilitatea prin care cimentul poate scapa de sub coroană în timpul cimentării fiind astfel prins în gingie, crescând riscul apariției unei peri-implantite, însă nu există dovezi care să ateste apariția afecțiunii mai frecvent în cazul coroanelor cimentate decât în cazul celor înșurubate.
Complicațiile variază în funcție de tipul de implant și de restaurarea protetică astfel:

## Implant care susține o singură coroană (după 5 ani)
- Supraviețuirea implantului: 96,8%
- Supraviețuirea coroanei:

1. metalo-ceramică: 95,4%
2. ceramică: 91,2%  peri-implantită: 9,7% până la 40%  Mucozita peri-implant: 50%  Fractura implantului: 0,14%  Slăbirea șurubului sau a bontului: 12,7%  Fractură cu șurub sau bont: 0,35%

## Implanturi care susțin o proteză dentară fixă
- Pierderea osoasă verticală progresivă, dar încă funcțională (Peri-implantită): 8,5%
- Eșec după primul an 5% după 5 ani, 7% după 10 ani
- Incidența fracturii la:

1. 5 ani: 13,5% până la 30,6%
2. 10 ani: 51,9%
3. 15 ani: 66,6%

## Implanturi care susțin o proteză dentară mobilă
1. Slăbirea retenției: 33%
2. Fracturare 16-19%